# Nikola Ivanaj
Nikola Ivanaj (Varese, 27 settembre 2000) è un cestista albanese con cittadinanza italiana.

## Carriera
Inizia a giocare a basket nella Pallacanestro Varese con cui compie tutta la trafila nel settore giovanile. Nella stagione 2018-2019 gioca in prestito alla Robur et Fides Varese in Serie B. Nel 2019 firma un contratto pluriennale con l'Andrea Costa Imola Basket. Dal 2021 è un giocatore della Pallacanestro Aurora Desio.

## Nazionale
Nel 2020 fa debutto nella nazionale albanese nella partita di pre-qualificazioni al Campionato mondiale maschile di pallacanestro 2023 disputato contro la Bielorussia